# 安來站
安來站（日语：／ Yasugi eki */?）是位於島根縣安來市安來町，西日本旅客鐵道（JR西日本）的山陰本線車站。車站為島根縣最東車站。事務管號碼為▲640730。

## 歷史
- 1908年（明治41年）
  - 4月5日 - 官設鐵道米子站至此站開業，此終點站啟用。為旅客和貨運車站。
  - 11月8日 - 官設鐵道此站至松江站開業，成為中途站。
- 1909年（明治42年）10月12日 - 制定路線，鐵路線名為山陰本線。
- 1983年（昭和58年）12月31日 - 終止貨物起卸業務。但是繼續設有日立金屬安來工場的專用線。
- 1987年（昭和62年）4月1日 - 伴隨國鐵分割民營化，車站由西日本旅客鐵道（JR西日本）營運。
- 2008年（平成20年）4月10日 - 與觀光交流廣場共建的木造2層高車站大樓落成[2]。
- 2013年（平成25年）3月16日 - 隨著實施時間表修正（日语：ダイヤ改正），在此之前通過的八雲1號和30號停站此站。在修正後，所有特急「八雲」班次均停站。
- 2016年（平成28年）12月17日 - 此站可以使用IC卡「ICOCA」[3][4]。設置IC卡專用簡易閘機。
- 2018年（平成30年）
  - 11月30日 - 綠色窗口結束營業。
  - 12月1日 - 綠色售票機+（日语：みどりの券売機プラス）開始營業。

## 車站構造
車站是一座地面車站，設有2面3線的單式、島式月台。此站向米子方向為雙線鐵路（截至伯耆大山站），向松江方向為單線鐵路。車站大樓位於單式月台（1號月台）旁邊，各月台之間設有設有跨線橋連接。
此站為直營車站（為松江站的被管理車站）。在部分時段沒有車站職員當值。

### 月台
| 月台 | 路線     | 上下行 | 方向                   | 備註          |
| ---- | -------- | ------ | ---------------------- | ------------- |
| 1    | 山陰本線 | 上行   | 米子、鳥取、新見方向   | 部分為2號月台 |
| 2・3 | 山陰本線 | 下行   | 松江、出雲市、濱田方向 |               |

1號月台為上行本線，3號月台為下行本線，所有特急列車使用2號月台。
2號月台為上下行共用的待避線（中線）。上行列車在等待特急的情況會使用2號月台。
在此站至米子站之間，曾經設有清水寺號誌站，在成為雙線鐵路後廢止。

## 使用狀況
以下為近年1日平均乘車人次列表：
| 乘車人次變化 | 乘車人次變化    |
| 年度         | 1日平均乘車人次 |
| ------------ | --------------- |
| 1984         | 1,302           |
| 1994         | 1,229           |
| 1999         | 947             |
| 2000         | 904             |
| 2001         | 875             |
| 2002         | 852             |
| 2003         | 876             |
| 2004         | 867             |
| 2005         | 854             |
| 2006         | 848             |
| 2007         | 884             |
| 2008         | 887             |
| 2009         | 851             |
| 2010         | 872             |
| 2011         | 882             |
| 2012         | 884             |
| 2013         | 967             |
| 2014         | 896             |
| 2015         | 859             |
| 2016         | 860             |
| 2017         | 908             |

## 車站周邊
- 日立金屬（日语：日立金属）安來工場
- 安来市政廳
- 安來港
- 山陰合同銀行安來分店
- 島根銀行
- 米子信用金庫（日语：米子信用金庫）
- 安來市立第一中學
- 安來中郵局

## 巴士路線
一般路線
- 日之丸自動車（日语：日ノ丸自動車） (日之丸巴士)　※巴士站於國道9號上
- 安來市廣域生活巴士（日语：安来市広域生活バス） (黃色巴士）

特別路線
- 足立美術館（免費穿梭巴士）

## 相鄰車站
西日本旅客鐵道
山陰本線
- 部分特急「超級松風」停車站。
- 特急「超級隱岐」「八雲」停車站。
- 臥鋪特急「日出出雲」停車站。

■快速「Aqua快車」、■快速「鳥取快車」、■普通
米子－安來－荒島

## 注腳
1. ↑  日本國有鐵道旅客局(1984)『鉄道・航路旅客運賃・料金算出表 昭和59年４月20日現行』。
2. ↑  齊藤智子. . 朝日新聞 (朝日新聞社). 2015-04-05: 晨報 鳥取全縣版.
3. ↑  奧平真也. . 朝日新聞 (朝日新聞社). 2016-12-18: 晨報 島根版.
4. ↑  山陰線（出雲市～伯耆大山駅間）、伯備線（根雨駅、生山駅、新見駅）ICOCAご利用開始日・自動改札機ご利用開始日決定! （页面存档备份，存于） - 西日本旅客鐵道（2016年10月18日）
5. ↑  島根縣統計書

## 外部連結
- 安來｜車站資訊：JR出門網 - 西日本旅客鐵道